# Chaux-lès-Passavant
Chaux-lès-Passavant é uma comuna francesa na região administrativa de Borgonha-Franco-Condado, no departamento de Doubs. Estende-se por uma área de 8,44 km². Em 2010 a comuna tinha 134 habitantes (densidade: 15,9 hab./km²).